# SN 2009lq
SN 2009lq – supernowa typu II-P odkryta 23 listopada 2009 roku w galaktyce A041452-6250. W momencie odkrycia miała maksymalną jasność 17,90m.